# Ladislav Tauc
Ladislav Tauc est un neuroscientifique français d'origine tchécoslovaque, né le 28 mai 1926 à Pardubice et mort le 2 juin 1999 à Orsay.

## Biographie
Il émigra en France en 1949 pour travailler à l'Institut Marey avec Alfred Fessard, et fut par la suite l'un des enseignants d'Eric Kandel,.
En 1972, il devint directeur du laboratoire de Neurobiologie cellulaire du CNRS à Gif-sur-Yvette, rebaptisé laboratoire de Neurobiologie cellulaire et moléculaire en 1984,.
Un symposium de neurobiologie tenu de 2000 à 2010 a reçu le nom de "Conférences Ladislav Tauc" en son honneur.

## Recherche
Tauc a continué l'étude des neurones géants de mollusques marins du genre Aplysia entamée dans les années 1930 à Tamaris et fait de nombreuses découvertes sur l'activité neuronale et les potentiels d'action.